# Pabellón de Argentina en la Bienal de Venecia

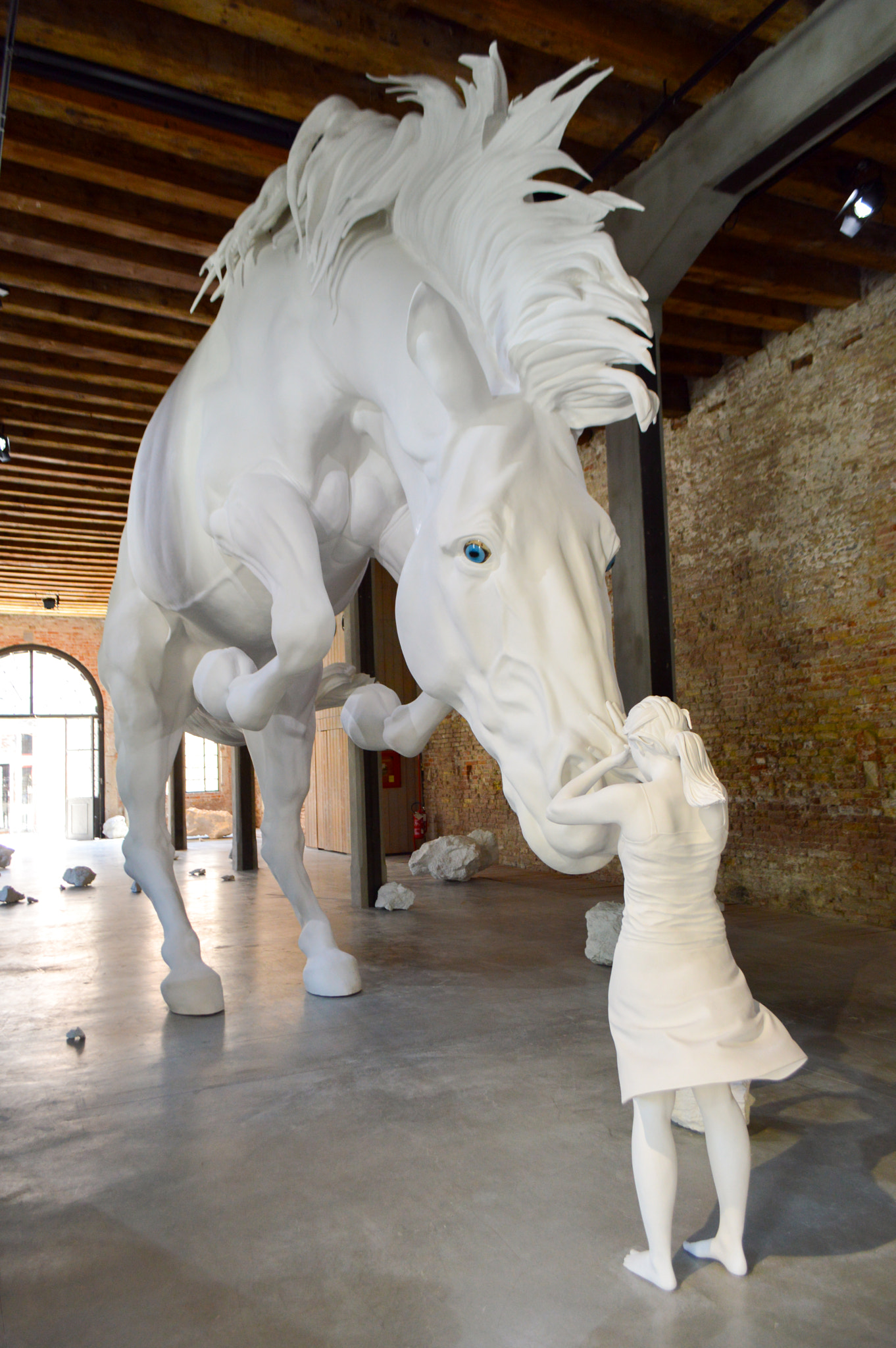
«El problema del caballo», de Claudia Fontes. Exposición en la Bienal de Venecia de 2017.

El Pabellón de Argentina en la Bienal de Venecia es un espacio artístico ubicado en la ciudad de Venecia con motivo de la Bienal de Venecia. A diferencia de otros pabellones latinoamericanos, que tiene los suyos en los jardines («il gardini»), el pabellón argentino se encuentra en el Arsenal de Venecia, en su antigua sala de armas, edificio que data del siglo XII.
Argentina participa de forma oficial con exposiciones de referentes nacionales en los eventos Bienal de Arte de Venecia y Bienal de Arquitectura de Venecia.

## Historia
Si bien la Argentina fue el primer país latinoamericano en participar de la Bienal en 1901 enviando al artista Pío Collivadino, y con reiteradas presencias de artistas argentinos que fueron premiados, como Antonio Berni, Julio Le Parc y León Ferrari, el país no contó con un espacio propio por un largo período de años, debiendo alquilar otros espacios para las presentaciones de sus artistas. El país recién tuvo pabellón propio en el año 2013, cuando la presidenta Cristina Fernández de Kirchner firmó un contrato de comodato, a veintidós años, para que un antiguo salón del Arsenal de Venecia pudiese alojar de forma permanente las obras de artistas argentinas a partir de la edición número 51 de la Bienal.
La cesión en comodato del espacio por parte del gobierno de la ciudad de Venecia, por un plazo de 22 años, había sido acordado en el 2011, con efectos a partir del año siguiente, bajo la condición de la restauración del espacio que el país utilizaría para la exposición de las obras artísticas a futuro. La curaduría del lugar, así como su diseño interior, estuvo a cargo de un grupo de arquitectos a cargos del arquitecto ítalo-argentino Clorindo Testa. El edificio de los antiguos arsenales lo comparte con la Ciudad del Vaticano y los Emiratos Árabes Unidos.

## Expositores en la Bienal de Arte
- 2013 - Nicola Constantino - Rapsodia Inconclusa: «Con una instalación de grandes dimensiones de nombre Rapsodia Inconclusa de Nicola Constantino. Una representación de la figura de Eva Perón en su país. La instalación estaba dividida en cuatro partes; en la primera parte había proyecciones panorámicas de piezas de videoarte en los que la artista realiza Performance como si fuera Eva Perón. En la segunda sala se encontraban imágenes reflejadas en espejos de su propio dormitorio. En la tercera la ex primera dama argentina había desaparecido totalmente y únicamente había una instalación compuesta por un arnés motorizado que se desplazaba a lo largo de una habitación de cristal alargada, provocando estruendosos choques con las paredes de cristal. Un guiño a una estructura de metal que Eva Perón usaba en su enfermedad mortal, para poder mantenerse en pie. En la cuarta y última sala, se encontraba una mesa inoxidable con una gran montaña de hielo compuesta por lágrimas. Una metáfora de la tristeza de sus millones de seguidores en su muerte.»
- 2015 - Juan Carlos Distéfano - La Rebeldía de la Forma: «El Pabellón con diferentes instalaciones y esculturas supuso una reflexión sobre la condición humana.»
- 2017 - Claudia Fontes - El Problema del Caballo: «Una reflexión en torno al colonialismo, la guerra y la virilidad, una conexión en el tiempo del siglo XII al siglo XXI. Una instalación escultórica comisariado por Andrés Duprat, el director del Museo Nacional de Bellas Artes de Argentina. La obra representa una mujer cautiva, un joven arrodillado observando al caballo en la sombra, y finalmente el caballo blanco, de gran tamaño, protagonista del pabellón.»
- 2019 - Mariana Telleria - El Nombre de un País: «El Pabellón estaba protagonizado por siete esculturas monumentales en torno al bestialismo, el punk y la cultura Frankestein. Una representación de la transformación sobre las cosas, un archivo de sentidos y de formas deconstruidas.»
- 2022 - Mónica Heller - El origen de la substancia importará la importancia del origen.
- 2024 - Luciana Lamothe.